# 영산중학교 (경남)
영산중학교(靈山中學校)는 대한민국 경상남도 창녕군 영산면 서리에 있는 공립 중학교이다.

## 학교 연혁
- 1926년 6월 29일 : 창녕공립농업보습학교 설립 인가
- 1937년 4월 1일 : 영산공립농업보습학교로 교명 변경(영산면 서리 179번지로 교사 이전)
- 1938년 4월 1일 : 창녕공립농업실수 학교로 교명 변경
- 1944년 3월 10일 : 창녕공립농업전수 학교로 교명 변경
- 1946년 9월 1일 : 창녕공립초급중학교로 개편
- 1947년 : 제1회 졸업생 배출
- 1950년 6월 1일 : 창녕공립농업중학교로 교명 변경
- 1951년 6월 25일 : 영산중학교로 교명 변경
- 1954년 4월 5일 : 현 교사(서리253번지)로 이전(구 영산고)
- 1958년 4월 1일 : 부곡중학교가 영산중학교로 분교
- 1959년 12월 7일 : 교사 이전(영산농고와 교환)
- 1967년 3월 1일 : 부곡중학교가 독립교로 됨
- 1979년 2월 12일 : 현위치(영산면 서리 253번지)로 교사 재이전
- 2008년 3월 1일 : 인근 중학교 통폐합 (영산여자중학교, 계성중학교 폐교)
- 2008년 10월 13일 : 교사 개축 착공 (2009.07.10. 완공)
- 2009년 9월 1일 : 교사 개축 준공 이전 (구 영산고에서 현 교사로)
- 2022년 9월 1일 : 제36대 신재국 교장 취임
- 2023년 1월 5일 : 제77회 졸업(졸업생 57명, 총 졸업생수 12,970명)
- 2023년 3월 4일 : 2023학년도 입학(신입생 58명)

## 참고 자료
- 영산중학교 - 한국교육학술정보원 학교알리미